# Halcro
Halcro ou St. Andrew's est un district en Saskatchewan au Canada. Il est situé au nord de Saint-Louis et au sud de Prince Albert sur la rivière Saskatchewan Sud. Il fait partie de la division de recensement (en) No 15 (en) et de la municipalité rurale de Prince Albert No 461. Il a été fondé dans les années 1870 par des Anglo-Métis (en) en provenance du Manitoba.

## Annexe